# Wennbüttel
Wennbüttel település Németországban, Schleswig-Holstein tartományban. Lakosainak száma 77 fő (2023. december 31.).

## Népesség
A település népességének változása:
| Lakosok száma | 83   | 92   | 91   | 91   | 83   | 77   |
|               | 1975 | 2017 | 2019 | 2021 | 2022 | 2023 |